# بوئینگ-سیکورسکی آرای‌اچ-۶۶ کومانچی
آرای‌اچ-۶۶ کومانچی (به انگلیسی: Boeing-Sikorsky RAH-66 Comanche) یک بالگرد تهاجمی و شناساییی پنج ملخی، طراحی شده برای نیروی زمینی ایالات متحده آمریکا بود. برنامه کومانچی در سال ۲۰۰۴ پس از صرف هزینه‌ای در حدود هفت میلیارد دلار لغو شد.
کومانچی طرح مشترک کمپانی بوئینگ و سیکورسکی به عنوان اولین هلیکوپتری که علاوه بر عملیات تهاجمی توانایی انجام ماموریت‌های شناسایی را نیز دارد و همچنین اولین هلیکوپتر پنهانکار از پرنده‌های ارتش آمریکاست و بیشتر بعنوان مکمل برای آپاچی در میدان‌های نبرد مورد استفاده قرار گرفته‌است. مهم‌ترین نقش کومانچی جستجوی نیروهای دشمن و مشخص کردن آنها برای هلیکوپتر آپاچی در تمام شرایط جوی و شب است. در رده بالگردهای رادارگریز نسخه رادارگریز از سیکورسکی یواچ-۶۰ بلک هاوک نیز حضور دارد که یک عدد از آن سال ۲۰۱۱ در عملیات دستگیری اسامه بن‌لادن دچار حادثه شد.

## مشخصات
- خدمه:۲ نفر
- طول:۱۴٫۲۸ متر
- قطر ملخ:۱۱٫۹۰ متر
- ارتفاع:۳٫۳۷ متر
- وزن خالص:۴۲۱۸ کیلوگرم
- حداکثر وزن بلند شدن:۷۸۹۶ کیلوگرم
- پیشرانه:دو موتور LHTEC T800-LHT-801 turboshaft با قدرت ۱۵۶۳ اسب بخار
- سیستم ملخ‌ها:ملخ اصلی با ۵ تیغه و سیستم ضد گشتاور ۸ تیغه